# Anthurium thrinax
Anthurium thrinax är en kallaväxtart som beskrevs av Michael T. Madison. Anthurium thrinax ingår i släktet Anthurium och familjen kallaväxter. Inga underarter finns listade.